# Peter Boerner
Peter Boerner (* 10. März 1926 in Tartu, Estland; † 12. Juni 2015 in Bloomington, Indiana, Vereinigte Staaten) war ein deutsch-amerikanischer Literaturwissenschaftler, der insbesondere als Goetheforscher bekannt wurde.

## Leben und Wirken
Peter Boerner besuchte das Max-Planck-Gymnasium in Göttingen und das Lessing-Gymnasium in Frankfurt am Main. Nach dem Zweiten Weltkrieg studierte er an der Universität Frankfurt am Main deutsche und vergleichende Literaturwissenschaft, Kunstgeschichte und Anthropologie. 1954 wurde er bei Ernst Beutler mit der Arbeit Goethes Tagebuch der Jahre 1776 bis 1782 zum Dr. phil. promoviert. 1955 war er Postdoktorand am College of Europe in Brügge. Danach war er Kustos am Goethe-Museum in Düsseldorf und ab 1958 Direktor des Stanford University Study Centers in Beutelsbach.
1961 ging er in die Vereinigten Staaten. Er war Professor für vergleichende Literaturwissenschaft an der University of Wisconsin–Madison (1961 bis 1964 und 1966 bis 1971) und an der State University of New York at Buffalo (1964 bis 1966). 1970/1971 war er Fellow der John Simon Guggenheim Memorial Foundation. Ab 1971 hatte er einen Lehrstuhl für deutsche Literatur an der Indiana University Bloomington. Gastprofessuren hatte er an der University of Michigan (1967), am Middlebury College (1968) und an der Yale University (1978). 1995 wurde er emeritiert.
Nach seiner Emeritierung setzt er seine Forschungsarbeiten fort. Er war mütterlicherseits verwandt mit Wilhelmine Schwenke (1780–1871), der Dienerin und Gesellschafterin von Caroline von Wolzogen. Dadurch war ihm ein Teil des Nachlasses von Caroline von Wolzogen zugefallen, der ihn in die Lage versetzte, weitere Forschungen zu deren literarischem Schaffen zu betreiben und deren Gesammelte Schriften herauszugeben. Die Gedankenbücher von Caroline von Wolzogen schenkte er der Lilly Library der Indiana University, die auf seltene Bücher und Manuskripte spezialisiert ist. Teile seiner Sammlungen stiftete er dem Freien Deutschen Hochstift in Frankfurt am Main und dem Goethe-Museum Frankfurt am Main.
Peter Boerner war Mitglied im Rotary Club Bloomington North. Er war ein begeisterter Freizeitsportler, um seine körperliche Gesundheit zu erhalten. Für seine Schwimmaktivitäten erhielt den Emeritus Award der Indiana University.
Peter Boerner war ab 1959 mit der Fachbibliothekarin und Übersetzerin Nancy Boerner geb. Sanden verheiratet und hatte drei Söhne. 2017 besuchte Nancy Boerner mit Renate Boerner-Manz, einer Schwester von Peter Boerner, das Schillerhaus in Rudolstadt, dem Peter Boerner einige Stücke aus dem Nachlass von Caroline von Wolzogen überlassen hatte.
An der Indiana University Bloomington fand 2016 eine erste „Peter Boerner Memorial Faust Lecture“ statt.

## Schriften
Peter Boerners bekanntestes Werk ist die Biografie von Johann Wolfgang von Goethe, die in 35 Auflagen, mehreren Taschenbuchausgaben und als E-Book erschien und in zehn Sprachen übersetzt wurde. Er gab mehrere Werkverzeichnisse von Goethe heraus, unter anderem die 45-bändige dtv-Gesamtausgabe.
- Goethes Tagebuch der Jahre 1776 bis 1782. Dissertation. Universität Frankfurt am Main 1954, DNB 480476772.
- Johann Wolfgang von Goethe in Selbstzeugnissen und Bilddokumenten. Mit einer Bibliografie von Helmut Riege. Rowohlt, Reinbek bei Hamburg 1964, DNB 450536173. Erschien später unter dem Titel Johann Wolfgang von Goethe. 35. Auflage 2002, ISBN 978-3-499-50577-5. E-Book: 2014, ISBN 978-3-644-50181-2.
- Tagebuch. Metzler, Stuttgart 1969, DNB 456151907.
- Die Schwenken. Caroline von Wolzogens Dienerin und Gefährtin, Schillers „Treue Seele“. Thüringer Landesmuseum Heidecksburg, Rudolstadt 2011, ISBN 978-3-910013-78-0.

Herausgeber:
- Johann Wolfgang Goethe. Sämtliche Werke. 45 Bände. Deutscher Taschenbuch-Verlag, München 1961–1968, DNB 451579593.
- Concepts of National Identity. An Interdisciplinary Dialogue. Nomos, Baden-Baden 1986, ISBN 978-3-7890-1304-1.
- mit Sidney Johnson: Faust through Four Centuries. Retrospect and Analysis. Niemeyer, Tübingen 1989, ISBN 978-3-484-10628-4.
- Caroline von Wolzogen: Gesammelte Schriften. 6 Bände. Olms, Hildesheim/Zürich/New York 1988–1999, DNB 551525665.